# Hibbertia papillata
Hibbertia papillata är en tvåhjärtbladig växtart som beskrevs av Judith Roderick Wheeler. Hibbertia papillata ingår i släktet Hibbertia och familjen Dilleniaceae. Inga underarter finns listade i Catalogue of Life.